# Ade (regno)

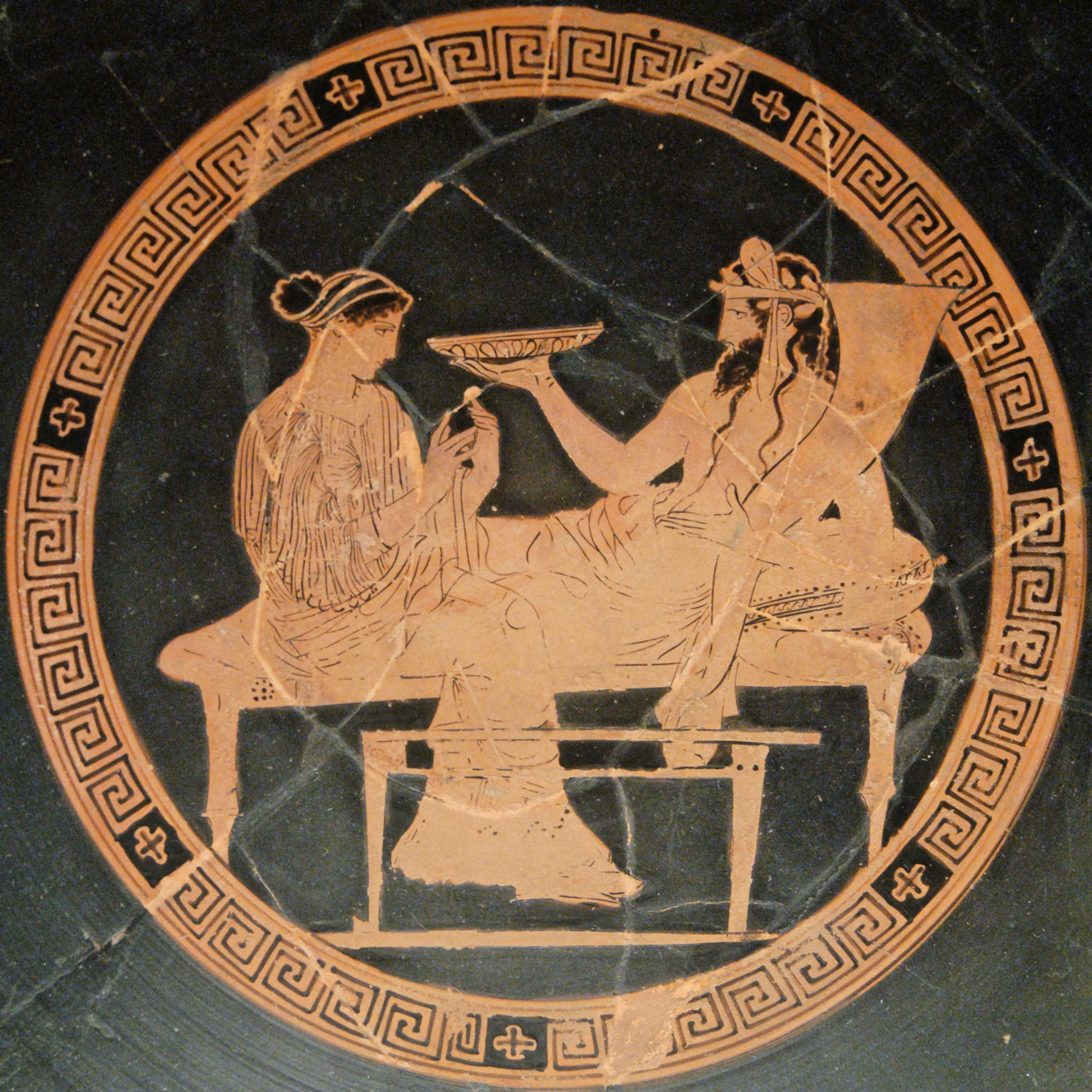
La dea Persefone con il dio Ade, signori dell’oltretomba

Ade (in greco antico: Ἅιδης?, Hádēs) identifica il regno delle anime nella mitologia greca,  corrispondente al nome dell'omonimo dio, identificando il regno col suo stesso re. Nella mitologia romana è chiamato anche Inferi (da infĕrus, "che sta sotto"),  Averno (dal luogo di accesso) o Orco (dall'omonimo dio).
Il regno dei morti greco-latino era un vero e proprio luogo fisico, al quale si poteva persino accedere in terra da alcuni luoghi impervi, difficilmente raggiungibili o comunque segreti e inaccessibili ai mortali.

## Descrizione
Per quanto riguarda la geografia e la topografia degli Inferi, Omero (nell'Odissea) non gli dà un carattere di vero e proprio "regno" esteso, ma lo descrive solamente come una sfera fisica oscura e misteriosa, perlopiù preclusa ai viventi, dove soggiornano in eterno le ombre (e non le anime) degli uomini senza apparente distinzione tra ombre buone e ombre malvagie, e senza nemmeno un'assegnazione di pena o di premio in base ai meriti terreni.
Nella tradizione greca, uno degli ingressi all'Ade si trovava nel paese dei Cimmeri, che si trovava al confine crepuscolare dell'Oceano, e proprio in questa regione remota Odisseo dovette recarsi per discendere all'Ade e incontrare l'ombra dell'indovino Tiresia; nella tradizione romana, invece, uno degli ingressi infernali si trovava vicino al lago d'Averno (nome che poi divenne del regno infernale stesso), dal quale Enea discese insieme alla Sibilla cumana.
Per accedervi bisognava superare prima Cerbero, poi attraversare l'Acheronte versando un obolo al terribile Caronte e raggiungere i tre giudici Minosse, Eaco e Radamanto (secondo Platone i giudici erano 4: Minosse, Eaco, Radamanto e Trittolemo) i quali emettevano il loro verdetto. Nell'Ade vi erano cinque fiumi: Stige, Cocito, Acheronte, Flegetonte e Lete, e l'acqua di quest'ultimo aveva la caratteristica di far perdere la memoria a chi la beveva. Platone, ne "La Repubblica", narra che le anime dei morti, ormai purificate dai peccati, vengono trasportate da vortici di fuoco e poggiate al suolo: qui scelgono la loro prossima vita, e successivamente bevono l'acqua del fiume Lete. Si dice ad esempio che Ulisse, avendo molto patito nella vita precedente per l'onere di essere re, scelse una vita semplice, agricola, che non avrebbe mai procurato fastidi. Agamennone, stanco per la diffidenza umana, decise di vivere tramutato in aquila.
L'Ade, che accoglie le anime di tutti i defunti tranne i morti rimasti insepolti, alle volte viene confuso con una sua sezione, Tartaro, il luogo in cui si trovano sia i Titani e i Giganti, che invano tentarono di sconfiggere gli dei Olimpi, sia quei mortali puniti per i loro gravi misfatti come Tantalo, Sisifo, le Danaidi. Il Tartaro infine fu alla base dell'iconografia cristiana relativa all'Inferno. Le anime di coloro che in vita non furono né malvagie né straordinariamente virtuose si aggirano invece sul Prato degli Asfodeli, un luogo bello ma debolmente illuminato: le anime più nobili, infine, accedono nei luminosissimi Campi Elisi, o secondo alcuni autori, alle Isole Fortunate, dette anche Isole dei Beati. Virgilio aggiunge i Campi del Pianto, riservati ai morti suicidi e a coloro che in vita furono travolti dalla passione, e una sezione che accoglie tutti i caduti in guerra d'animo non malvagio e onorevolmente sepolti.
I morti senza tomba, invece - tale fu la sorte di Icaro, Tarquito, Palinuro, Mimante, Oronte, Ennomo, Licaone, Asteropeo, forse anche Ippoloco, il figlio di Antimaco - vagano senza sosta al di fuori del regno, secondo alcuni autori per sempre, secondo altri per cento anni, a meno qualcuno sulla terra non provveda a onorare i loro resti: all'avvenire di ciò, essi possono finalmente varcare la soglia dell'Ade (fu quanto accadde a Polidoro, figlio di Priamo ed Ecuba, il cui corpo in un primo tempo era stato seppellito solo parzialmente) ed essere anche loro in grado, come tutti gli altri defunti, di scrutare ciò che succede tra i vivi, e gli eventi futuri (secondo Omero, invece, nessuno spirito ha questo potere, tranne l'indovino Tiresia).
In questo luogo è ambientato il triste mito di Orfeo il musico ed Euridice.